# Fantasma di Texarkana
Fantasma di Texarkana (inglese: The Texarkana Phantom) è lo pseudonimo dato a un assassino seriale mai identificato che ha agito a Texarkana nel 1946 e che avrebbe ucciso 5 persone e ferito altre 3 tra il 23 febbraio e il 4 maggio 1946.
Tra gli altri nomi che gli sono stati dati vi è "assassino del chiaro di luna" (inglese: The Moonlight Murderer), poiché alcune vittime vennero uccise nelle notti di luna piena.

## Omicidi
La notte del 23 febbraio 1946 Jimmy Hollis (24 anni), e la sua compagna Mary Jeanne Larey (19 anni), furono aggrediti nella loro auto mentre erano appartati. Dopo una colluttazione con Jimmy, l'assalitore aggredisce sessualmente Mary, ma scappa dopo aver visto un'auto della polizia in lontananza. Dalle testimonianze della coppia emerge che l'uomo era alto sul metro e ottanta con il volto coperto da una maschera bianca, con due fori per permettergli la vista.
Il 23 marzo, a un mese dai fatti, un'altra giovane coppia, Richard Griffin (29 anni) e Polly Ann Moore (17 anni), viene trovata assassinata in una strada poco fuori Texarkana, con segni di fucilate e colpi di rivoltelle 32 alla nuca. Alcune tracce di sangue trovate a pochi metri di distanza dall'auto fanno presumere che i due siano stati uccisi in strada e successivamente messi nel veicolo.
Nel mese di aprile vengono trovati morti altri due giovani del posto, il diciassettenne Paul Martin e Betty Jo Booker di quindici anni, presso lo "Spring Lake Park". Il cadavere di Martin è trovato a poca distanza dalla sua auto abbandonata, in una strada di campagna vicina al parco, mentre quello di Betty nei dintorni nel bosco circostante. Come nel caso del duplice omicidio precedente, anche queste vittime sono state uccise con una rivoltella 32.
A seguito dell'escalation di violenza avvenuta nella località, la Gazzetta di Texarkana soprannomina il misterioso assassino "Fantasma di Texarkana" per via del suo mascheramento.
La polizia, capitanata da Manuel T. "Lone Wolf" Gonzaullas, rafforza i pattugliamenti in città e questo provoca un radicale cambiamento nel modus operandi dell'assassino. Il 4 maggio un uomo viene aggredito all'interno della sua proprietà personale nella contea di Miller, a pochi chilometri da Texarkana. La stessa notte avviene l'ultimo omicidio, quello di Virgil Starks, assassinato mentre è affacciato alla finestra del salotto.
I successivi riscontri effettuati dalla polizia hanno dimostrato che i proiettili sparati dall'assassino sono di una semiautomatica 22, ma la pista seguita dagli inquirenti resta quella di ritenere colpevole anche delle ultime uccisioni il "fantasma".
Due giorni più tardi viene ritrovato il corpo pugnalato a morte di Earl McSpadden, legato alle rotaie della ferrovia. Nonostante la polizia archivi il caso come suicidio, i giornalisti locali insistono nell'indicare come autore del fatto il "fantasma di Texarkana".

## Sospetti
Le indagini della polizia portarono a identificare l'assassino in Youell Swinney, ventinovenne all'epoca dei fatti, considerato l'unico grande sospetto e con precedenti per rapina e aggressione, poi arrestato a luglio dello stesso anno con l'accusa di essere l'omicida.
L'arresto giunse dopo le dichiarazioni della moglie di Swinney, convinta della colpevolezza del marito e successivamente pentita e perciò considerata una testimone inattendibile. L'uomo non confessò mai gli omicidi, ma nel 1947 fu incarcerato in Texas dopo alcuni interrogatori e condannato all'ergastolo.
Nel 1970, dopo ben 23 anni di prigionia, Swinney presentò un Habeas corpus alla corte per richiedere la scarcerazione, vista l'assenza di prove significative con cui venne incarcerato e condannato a finire i propri giorni in cella. A una seconda richiesta alla corte d'appello fu scarcerato nel 1974. Swinney morì nel 1994 in una casa di riposo di Dallas (Texas) e così il caso del fantasma di Texarkana rimane negli archivi degli omicidi seriali irrisolti degli Stati Uniti.

## Nella cultura di massa
- Le vicende del fantasma di Texarkana sono state trasposte per il grande schermo nel 1976, con La città che aveva paura dal noto regista Charles B. Pierce.
- Nel 2014 il regista Alfonso Gomez-Rejon ha girato un film sui fatti di Texarkana avente lo stesso titolo del precedente The Town That Dreaded Sundown. Il film prende lo spunto sia dai fatti realmente accaduti, che dal precedente film creando continuità tra le vicende reali e quelle immaginate nel primo film sui fatti.